# After Love (альбом Ом Чон Хвы)
After Love (кор. 후애, кит. 後愛) — третий студийный альбом южнокорейской певицы и актрисы Ом Чон Хвы. Был выпущен в марте 1997 года лейблом E&E Music.

## Список композиций
| №                   | Название            | Длительность |
| ------------------- | ------------------- | ------------ |
| 1.                  | «만취 기행기»       | 3:18         |
| 2.                  | «배반의 장미»       | 3:51         |
| 3.                  | «Mystery»           | 3:49         |
| 4.                  | «위험한 변신»       | 3:35         |
| 5.                  | «후애»              | 3:34         |
| 6.                  | «3자 대면»          | 3:40         |
| 7.                  | «이별느낌»          | 3:44         |
| 8.                  | «Scandal»           | 4:22         |
| 9.                  | «쉬운 이별»         | 4:41         |
| Общая длительность: | Общая длительность: | 34:31        |